# Isabegov hamam (Sarajevo)
Isabegov hamam, poznat i kao Carev hamam, je najstarija javna banja u Sarajevu koju je dao izgraditi treći beg Osmanske provincije Bosne i glavni osnivač Sarajeva i Novog Pazara, Isa-beg Isaković. Podignut je u neposrednoj blizini Careve džamije. Hamam se spominje već 1462. godine. Vremenom je zgrada hamama oštećena, a potpuno je srušena 1889. godine.
Banja je ponovo sagrađena 1891. po nacrtu arhitekte Josipa Vancaša. Jedan deo zgrade je urađen po uzoru na stari hamam, dok je drugi deo moderno kupatilo zapadnog tipa. Za vreme rata u Bosni i Hercegovini zgrada hamama je teško oštećena granatama, te mu preti opasnost potpunog propadanja, jer nisu preduzeti nikakvi sanacioni zahvati posle rata.